# Teateråret 1866

## Händelser
- 1 juli – Erik af Edholm efterträder Eugène von Stedingk som chef för Dramaten och Kungliga Operan.[1]

## Födda
- 19 januari - Robert Leffler (död 1940), tysk skådespelare.
- 17 mars - Augusta Lindberg (död 1943), svensk skådespelare.
- 27 mars - Andon Zako Çajupi (död 1930), albansk poet och dramatiker.
- 30 oktober - Emma Meissner (död 1942), svensk operettsångerska (sopran) och skådespelare.
- 8 november - Charles Wilken (död 1956), dansk skådespelare.

## Avlidna
- 13 januari - Oscar Andersson (född 1813), svensk skådespelare.
- 21 april - Carolina Kuhlman (född 1778), svensk skådespelare.

### Fotnoter
1. ↑  Johannes Svanberg (1917-1918). Kungl. teatrarne under ett halft sekel 1860-1910: personalhistoriska anteckningar. Stockholm: Nordisk familjebok. sid. 36. Libris 287664